# Lisleagh Ringforts
Die Lisleagh Ringforts I und II sind gemäß irischer Terminologie Raths und liegen nur etwa 40 m voneinander entfernt im Townland Lisleagh (irisch An Lios Liath, „das graue Ringfort“) nordöstlich von Glanworth im County Cork in Irland.
Die Grabungen der Jahre 1981 bis 85 und 1989-93 hatten die Aufgabe, einen Einblick in die zeitliche und funktionale Beziehung zwischen den eng benachbarten Raths einschließlich der Untersuchung der Konstruktion und Lebensdauer der Erdwerke zu geben. Die Aktivitäten in Lisleagh I lagen zwischen dem 7. und 9. Jahrhundert. Für Lisleagh II liegen keine Datierungen vor.
Das in frühchristlicher Zeit gebaute erste Ringfort hatte 38 m Durchmesser. Diese Erdarbeiten wurde eingeebnet, bevor der erste Graben Zeit hatte zu erodieren und durch einen Erdwall mit 63 m Durchmesser, mit einem zwei Meter tiefen Graben mit Eskarpemauer und einem 1,75 m hohen Wall, mit Belegen für eine Palisade, wahrscheinlich aus Flechtwerk ersetzt wurde.
Drei Scherben von Keramik des Typs E-Ware wurden aus einer Kiesschicht nahe dem Eingang geholt. Der zweite Wall bietet damit das Datum 6. bis 8. Jahrhundert für die erste Phase oder den Beginn der zweiten Phase der Ringfort Aktivitäten.
Ein (earth-cut) Souterrain mit einer maximalen Tiefe von 1,6 m wurde in Lisleagh II gefunden. Verkohlte Reste von Pfählen und einer Pfostenreihe nördlich des Souterrains können einem assoziierten Gebäude zugeordnet werden.
Funde auf dem Gelände von Lisleagh I belegen möglicherweise Aktivitäten aus der Bronzezeit, bevor die Ringforts errichtet wurden. Diese wurden in Form einer Feuerstelle und einiger Artefakte aus Keramik und Stein gefunden.